# 5 gays.com (Despedida de soltero)
5 gays.com (Despedida de soltero) es una obra de teatro del uruguayo Rafael Pence, estrenada en España el 14 de junio de 2003. La obra se mantuvo en cartel hasta 2007. En Argentina se estrenó en el año 2003 y estuvo en cartel hasta el 2006. En Uruguay se estrenó en abril del 2011.

## Argumento
Cinco amigos homosexuales que se conocieron a través de un chat, se reúnen en casa de uno de ellos para celebrar la despedida de soltero del anfitrión, que va a casarse con una mujer. Cada uno de los cinco responde a un patrón, edad y mentalidad distintas y afrontarán la situación igualmente desde sus diversas perspectivas. Las situaciones surgen de la combinación de cinco personajes muy diferentes, representativos de distintos estilos de vida dentro de una misma opción sexual, que adoptan una postura personal ante la decisión que ha tomado uno de ellos.
Este quinteto, un grupo de hombres locuaces y muy diferentes que reaccionará, y con cada personaje de manera distintiva, ante la noticia de la inminente boda, que algunos tacharán como traición, desmesura o hasta triste desesperación, todo esto mostrado a través de un texto ágil, inteligente, irónico y lleno de humor, que sorprende y divierte desde que se levanta el telón.

## Elenco
La obra, en su estreno, estuvo protagonizada por Emilio Laguna, Enrique Simón, Javier Lago, Paco Florido, Alfonso Flores y Guillermo Villalba. En 2005, los tres primeros fueron sustituidos respectivamente por Guillermo Montesinos, Micky Molinay Chicky Álvarez . En 2006, se incorporó Miguel Caiceo y volvió Javier Lago, en sustitución de Montesinos y Molina. Guillermo Villaba interpretó desde el estreno y en todas sus versiones el único rol dramático de la obra, la pareja del protagonista que va a casarse con una mujer.
En Buenos Aires se estrenó en 2005, con Germán Kraus, Diego Olivera, Roberto Antier, Jorge Martínez, Christian Sancho, Gonzalo Urtizberea y Martín Gianola. Fue además el debut en teatro del modisto Roberto Piazza que estuvo nominado a los Premios Estrella de Mar como revelación.
En Uruguay se estrenó en abril del 2011, también dirigida por Rafael Pence como en los casos anteriores con un elenco formado por Ignacio Cardozo (Pablo), Pablo Robles (Mauricio), Juan Gamero (Abel), Guillermo Villarrubí (Carlos), Joaquín Ortiz (Jose), Martín Fort (Juan) y Nicolás Baladán (Andrés).